# معنی‌شناسی شناختی
معنی‌شناسی شناختی یا معناشناسی شناختی (Cognitive Semantics)، بخشی از جنبش زبان‌شناسی شناختی است. معنی‌شناسی مطالعه‌ی معنای زبانی است. معنی‌شناسی شناختی ادعا می‌کند که زبان بخشی از توانایی عمده‌تر شناختی بشر است و بنا بر این تنها می‌تواند جهان را آن گونه که انسان‌ها متصور می‌شوند توضیح دهد. قطعاً بین این دنیای مفهومی و دنیای واقعی تفاوتهایی هست.
مهم‌ترین اصول معنی‌شناسی شناختی عبارتند از:
- دستورزبان مفهومی از جهان را که در فرهنگ شکل گرفته بیان می‌کند.
- دانش زبانی آموختنی (اکتسابی) و بافت‌وابسته است.
- توانایی استفاده از زبان به توانایی‌های شناختی کلی مربوط است و تنها مربوط به حوزه‌ی زبانی نیست.

به عنوان بخشی از زبان‌شناسی شناختی، رویکرد معنی‌شناسی شناختی بخش‌بندی سنتی زبان‌شناسی به: واج‌شناسی، ساخت‌واژه، نحو، کاربردشناسی و غیره را رد می‌کند. در عوض معنی‌شناسی را به: ساختار معنایی و بازنمودِ دانش تقسیم می‌کند. بنا بر این معنی‌شناسی شناختی، بخش عمده‌ای از حوزه‌ای که به‌طور سنتی مربوط به کاربردشناسی بود و همین طور معنی‌شناسی را مطالعه می‌کند.
روش‌های خاص معنی‌شناسی شناختی معمولاً در مطالعه‌ی واژگان به کار می‌روند، مانند روشهایی که توسط لئونارد تالمی، جورج لیکاف، دیرک گیرائرتس و بروس واین هاوکینز پیشنهاد شدند. برخی چارچوب‌های معنی‌شناسی شناختی، مانند چارچوبی که توسط تالمی ایجاد شد، به ساختارهای نحوی نیز توجه داشتند.